# Poesiomat (Ostrava-Poruba)
Poesiomat v Ostravě-Porubě je poesiomat, který se nachází na ulici Opavské před knihovnou v Ostravě-Porubě v Moravskoslezském kraji. Je to první poesiomat na světě, který používá otáčení klikou jako zdroj energie pro reprodukci zvolených básní a písní (tj. je nezávislý na elektrické síti). Lze říci, že je to automat, kde si uživatel (po dvaceti zatočení klikou) může zvolit k poslechu předvoléné zvukové záznamy. Dle aktuálního stavu nabízí poesiomat 17 básní a 3 zhudebnělé básně od regionálních autorů a z toho je 5 nahrávek je určeno dětem. Nahrávky pocházejí od samotných autorů nebo ostravských herců. Na místě je také jednoduchý návod se seznamem nahrávek a instalované lavičky k posezení mezi břízami. Porubský poesiomat je součástí jednoho z vítězných nápadů projektu Zelená Porubě z roku 2019 a byl postaven v roce 2020. Poesiomat má podobu ocelové roury s ohybem. Reprodukce nahrávek není zpoplatněna.

## Nahrávky poezie
Porubský poesiomat nabízí posluchačům díla těchto autorů: Petr Stach, Kristýna Svidroňová, Petr Ligocký, Petr Hruška, Renata Putzlacher, Jaroslav Žila, Radovan Jursa, David Bartos, Irena Šťastná a další.

## Další informace
Poblíže poesiomatu se nachází také VŠB – Technická univerzita Ostrava, Vozovna Poruba, Základní škola generála Zdeňka Škarvady a budova Finančního úřadu Ostrava III.

## Galerie

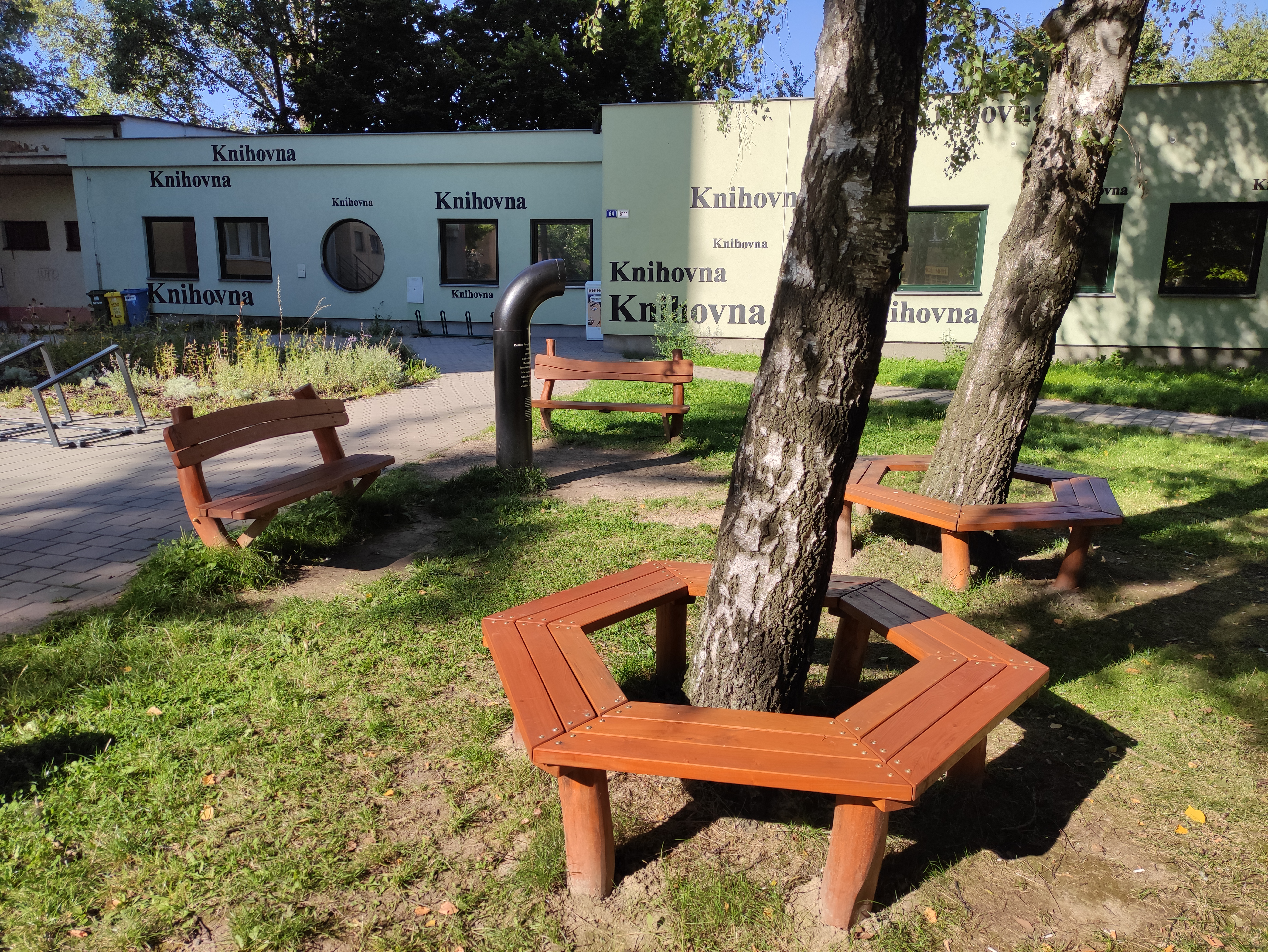